# Erzherzog Johanns große Liebe
Erzherzog Johanns große Liebe ist ein österreichisches Historienfilmdrama aus dem Jahre 1950 von Hans Schott-Schöbinger mit Marte Harell und O. W. Fischer in der Titelrolle als Habsburger Erzherzog Johann von Österreich. Die Geschichte basiert auf einem Roman von Hans Gustl Kernmayr.

## Handlung
Kaiserthum Österreich, nach der Niederwerfung Napoleon Bonapartes (1815). Der österreichische Erzherzog Johann von Österreich, der als Heerführer gegen den Franzosenkaiser eine gute Figur gemacht hatte, gilt für viele im Land als Hoffnungsträger und Modernisierer. Er strebt politische wie soziale Reformen an und will generell vieles im höfischen Betrieb verändern. Damit zieht er sich rasch den Widerstand und die Gegnerschaft der reaktionären Kräfte im Land, allen voran Clemens Fürst Metternichs, zu. 
Ablenkung von seinen schweren Staatsgeschäften findet Johann in der Liebe zu der bürgerlichen Anna Plochl, einer einfachen Posthalterstochter aus dem beschaulichen Bergort Aussee. Die schöne Maid hatte er inkognito während einer Jagd kennen- und liebengelernt. Auch in dieser Angelegenheit versucht Metternich Johanns Absichten zu hintertreiben, doch weiß der Habsburgerspross diesmal seine Kaiserin auf seiner Seite, die ihm auch die angestrebte Vermählung mit Anna ermöglicht. Als Gräfin von Meran steht sie ihm fortan bei der Neuorganisierung des Landes, auch in der Zeit der Revolution um 1848/49, in der Johann zum Reichsverweser gewählt wird, tatkräftig zur Seite.

## Produktionsnotizen
Erzherzog Johanns große Liebe entstand in der zweiten Jahreshälfte 1950 in den Studios AFA Graz-Thalerhof bei Graz (Atelier) sowie an Drehorten im Salzkammergut, Bad Aussee, Gössl am Grundlsee und Mariazell. Der Film wurde am 3. Dezember 1950 in Wien uraufgeführt. Die deutsche Premiere war am 24. März 1951 in München.
Heinz-Joachim Ewert übernahm die Produktionsleitung, Werner Schlichting und seine Gattin Isabella Ploberger entwarfen die Filmbauten, Hill Reihs-Gromes die Kostüme. Alfred Norkus kümmerte sich um den Ton. Hannes Staudinger diente als einfacher Kameramann Günther Anders.

## Wissenswertes
Drei Jahre später drehte derselbe Regisseur einen weiteren Filmstoff über einen Habsburger Erzherzog Johann, diesmal Johann Salvator, unter dem Titel Der rote Prinz. Dort spielte Peter Pasetti die Titelrolle.

## Kritiken
Auf film.at ist zu lesen: „Der publikumswirksame Streifen, in dessen Zentrum die nicht standesgemäße Liebe des »roten« Erzherzogs im »Steireranzug« zur Ausseer Postmeistertochter Anna Plochl steht, löste die Welle der historisierenden Habsburgfilme aus.“
Im Lexikon des Internationalen Films steht geschrieben: „Erzherzog Johann, der Sohn des österreichischen Kaisers, und seine unstandesgemäße Liebe zur Tochter eines Posthalters. Volkstümliches Rührstück in historischem Gewand.“